# FMeXtra
FMeXtra is een techniek om een digitaal signaal toe te voegen aan een analoog radiosignaal op de FM-band.
FMeXtra gebruikt, net als bijvoorbeeld RDS, de overtollige ruimte in de bandbreedte van de FM-kanalen die niet voor geluid nodig is (van 62–98 kHz); dit is de ruimte die door sommige zenders voor extra (zakelijke) digitale informatie gebruikt wordt (bijvoorbeeld via het DARC-systeem). Een RDS-signaal daarnaast blijft mogelijk.
Naast een analoog signaal biedt FMeXtra 40 kbit/s aan digitale bandbreedte; wanneer het analoge signaal uitgeschakeld wordt, biedt het 156 kbit/s. De mogelijke digitale bitrates variëren van 8 (spraak) tot 96 kbit/s (surround sound). Als codering wordt AAC gebruikt.
In Nederland werd FMeXtra op 18 mei 2007 in gebruik genomen op de zender voor de Randstad van Radio 538, daarna ook op hun andere zenders. Op deze zenders werden ook twee andere stations van Talpa Radio doorgegeven: Juize FM en Radio 10 Gold. Via de FM-zender van Sky Radio waren kort daarna ook TMF-radio en Kink FM digitaal te horen, en via Q-music werd Radio Bem Bem doorgegeven. In november 2007 worden deze testuitzendingen echter beëindigd omdat "FMeXtra niet op overzienbare termijn het migratiepad naar digitale distributie kan bieden". Halverwege januari 2008 werden de uitzendingen echter hervat. De techniek wordt ook getest bij vier lokale omroepen.
In België zendt Imagine FM in Brussel het eigen programma ook uit via FMeXtra. Ook in de Verenigde Staten, Noorwegen, Italië en Letland wordt het FM-eXtra-systeem gebruikt.
Andere technieken om radio digitaal te verspreiden zijn DAB, DRM en DVB-T. Deze kwamen langzaam van de grond. Ook voor FM-eXtra is overigens een speciale ontvanger nodig, die nog nauwelijks verkrijgbaar is.

## Benelux
| Freq.     | Station     | Locatie                            | Digitale kanalen                    |
| --------- | ----------- | ---------------------------------- | ----------------------------------- |
| 93,9 MHz  | Megastad FM | Rotterdam, Nederland               | Megastad Classics                   |
| 96,5 MHz  | Imagine FM  | Brussel, België                    | simulcast                           |
| 98,4 MHz  | Radio 538   | Goes, Nederland                    | Radio 10 Gold & JuizeFM             |
| 100,4 MHz | Q-music     | Rotterdam & Oude Polder, Nederland | Radio Bem Bem (inmiddels opgeheven) |
| 100,7 MHz | Q-music     | Lopik, Nederland                   | Radio Bem Bem (inmiddels opgeheven) |
| 101,2 MHz | Sky Radio   | Hilversum, Nederland               | TMF Radio & Kink FM                 |
| 101,9 MHz | Radio 538   | Alphen, Nederland                  | Radio 10 Gold & JuizeFM             |
| 102,1 MHz | Radio 538   | Hilversum, Nederland               | Radio 10 Gold & JuizeFM             |
| 102,4 MHz | Radio 538   | Terneuzen, Nederland               | Radio 10 Gold & JuizeFM             |
| 102,7 MHz | Radio 538   | Rotterdam, Nederland               | Radio 10 Gold & JuizeFM             |
| 105,3 MHz | Delta Radio | Twente, Nederland                  | Delta Piraat                        |